# Reserva marina Isla Santa Clara
La Reserva Marina Isla Santa Clara es un área protegida del Ecuador. Se encuentra ubicada en Guayaquil y frente a la isla Puná. Fue declarado área protegida en 1999. Tiene una extensión de 37.647, 54 hectáreas .El área protegida se encuentra a 43 kilómetros al oeste de Puerto Bolívar, en Jambelí por vía fluvial. El objetivo es conserva a las especies amenazadas.
Esta área protegida está formada por cinco peñones. El clima se caracteriza por ser cálido tropical. El área es hábitat de aves. El 2 de febrero de 2002 fue designado sitio Ramsar.